# (35671) 1998 SN165
(35671) 1998 SN165 — транснептуновый объект, открытый 23 сентября 1998 года в обсерватории Стюарда.
Первоначально объект был классифицирован как плутино, так как он состоит в резонансе 2:3 с Нептуном. В августе 2001 года он по-прежнему классифицировался как крупнейший плутино, после Плутона и Харона, но позже, после открытий таких плутино, как (38628) Хуйа, (28978) Иксион и (90482) Орк которые были больше, он перестал классифицироваться как плутино.
С таким низким альбедо (0,04) и абсолютной величиной (5,8), объект (35671) 1998 SN165 имеет довольно крупные размеры, и может являться кандидатом в плутоиды.